# Éliminatoires du Championnat d'Europe de football 2004, groupe 6
Cet article donne le calendrier, les résultats des matches ainsi que le classement du groupe 6 des éliminatoires de l'Euro 2004.

## Classement
| Rang | Équipe          | Pts | J | G | N | P | Bp | Bc | Diff |  | Résultats (▼ dom., ► ext.) |     |     |     |     | Drapeau de l'Irlande du Nord (drapeau du Royaume-Uni) |
| ---- | --------------- | --- | - | - | - | - | -- | -- | ---- |  | -------------------------- | --- | --- | --- | --- | ----------------------------------------------------- |
| 1    | Grèce           | 18  | 8 | 6 | 0 | 2 | 8  | 4  | +4   |  | Grèce                      |     | 0-2 | 1-0 | 2-0 | 1-0                                                   |
| 2    | Espagne         | 17  | 8 | 5 | 2 | 1 | 16 | 4  | +12  |  | Espagne                    | 0-1 |     | 2-1 | 3-0 | 3-0                                                   |
| 3    | Ukraine         | 10  | 8 | 2 | 4 | 2 | 11 | 10 | +1   |  | Ukraine                    | 2-0 | 2-2 |     | 4-3 | 0-0                                                   |
| 4    | Arménie         | 7   | 8 | 2 | 1 | 5 | 7  | 16 | -9   |  | Arménie                    | 0-1 | 0-4 | 2-2 |     | 1-0                                                   |
| 5    | Irlande du Nord | 3   | 8 | 0 | 3 | 5 | 0  | 8  | -8   |  | Irlande du Nord            | 0-2 | 0-0 | 0-0 | 0-1 |                                                       |

## Résultats et calendrier
| 7 septembre 2002 | Arménie                                    | 2 - 2 | Ukraine                           | Stade Républicain Vazgen-Sargsian, Erevan      |                                                |
|                  | Petrossian 73e · Sarkisyan (en) 90e (pen.) |       | 2e Serebrennikov · 33e Zubov (en) | Spectateurs : 12 500 Arbitrage : Mikko Vuorela | Spectateurs : 12 500 Arbitrage : Mikko Vuorela |

| 7 septembre 2002 | Grèce | 0 - 2 | Espagne               | Stade Apóstolos Nikolaïdis, Athènes          |                                              |
|                  |       |       | 8e Raúl · 77e Valerón | Spectateurs : 14 206 Arbitrage : Markus Merk | Spectateurs : 14 206 Arbitrage : Markus Merk |

| 12 octobre 2002 | Espagne                   | 3 - 0 | Irlande du Nord | Stade Carlos-Belmonte, Albacete               |                                               |
|                 | Baraja 19e 89e · Guti 59e |       |                 | Spectateurs : 15 150 Arbitrage : Ľuboš Micheľ | Spectateurs : 15 150 Arbitrage : Ľuboš Micheľ |

| 12 octobre 2002 | Ukraine                   | 2 - 0 | Grèce | Stade olympique, Kiev                         |                                               |
|                 | Vorobey 51e · Voronin 90e |       |       | Spectateurs : 40 000 Arbitrage : René Temmink | Spectateurs : 40 000 Arbitrage : René Temmink |

| 16 octobre 2002 | Grèce             | 2 - 0 | Arménie | Stade Apóstolos Nikolaïdis, Athènes           |                                               |
|                 | Nikolaïdis 2e 59e |       |         | Spectateurs : 8 000 Arbitrage : Darko Čeferin | Spectateurs : 8 000 Arbitrage : Darko Čeferin |

| 16 octobre 2002 | Irlande du Nord | 0 - 0 | Ukraine | Windsor Park, Belfast                            |
|                 |                 |       |         | Spectateurs : 9 288 Arbitrage : Cosimo Bolognino |

| 29 mars 2003 | Arménie        | 1 - 0 | Irlande du Nord | Stade Républicain Vazgen-Sargsian, Erevan    |                                              |
|              | Petrossian 86e |       |                 | Spectateurs : 10 321 Arbitrage : Roland Beck | Spectateurs : 10 321 Arbitrage : Roland Beck |

| 29 mars 2003 | Ukraine                         | 2 - 2 | Espagne                   | Stade olympique, Kiev                       |                                             |
|              | Voronin 11e · Horshkov (en) 90e |       | 83e Raúl · 87e Etxeberria | Spectateurs : 83 400 Arbitrage : Mike Riley | Spectateurs : 83 400 Arbitrage : Mike Riley |

| 2 avril 2003 | Irlande du Nord | 0 - 2 | Grèce             | Windsor Park, Belfast                             |                                                   |
|              |                 |       | 4e 55e Charistéas | Spectateurs : 7 187 Arbitrage : Grzegorz Gilewski | Spectateurs : 7 187 Arbitrage : Grzegorz Gilewski |

| 2 avril 2003 | Espagne                                  | 3 - 0 | Arménie | Nuevo Estadio Antonio Amilivia, León        |                                             |
|              | Tristán 60e · Helguera 69e · Joaquín 90e |       |         | Spectateurs : 13 500 Arbitrage : Alon Yefet | Spectateurs : 13 500 Arbitrage : Alon Yefet |

| 7 juin 2003 | Espagne | 0 - 1 | Grèce             | Stade de La Romareda, Saragosse             |                                             |
|             |         |       | 42e Yannakópoulos | Spectateurs : 29 500 Arbitrage : Alain Sars | Spectateurs : 29 500 Arbitrage : Alain Sars |

| 7 juin 2003 | Ukraine                                                      | 4 - 3 | Arménie                                        | Stade Ukraina, Lviv                               |                                                   |
|             | Horshkov (en) 28e · Chevtchenko 65e (pen.) 73e · Fedorov 90e |       | 15e (pen.) 52e Sarkisyan (en) · 74e Petrossian | Spectateurs : 23 600 Arbitrage : Hermann Albrecht | Spectateurs : 23 600 Arbitrage : Hermann Albrecht |

| 11 juin 2003 | Grèce          | 1 - 0 | Ukraine | Stade Apóstolos Nikolaïdis, Athènes                 |                                                     |
|              | Charistéas 86e |       |         | Spectateurs : 14 314 Arbitrage : Frank De Bleeckere | Spectateurs : 14 314 Arbitrage : Frank De Bleeckere |

| 11 juin 2003 | Irlande du Nord | 0 - 0 | Espagne | Windsor Park, Belfast                            |
|              |                 |       |         | Spectateurs : 11 365 Arbitrage : Claus Bo Larsen |

| 6 septembre 2003 | Arménie | 0 - 1 | Grèce      | Stade Républicain Vazgen-Sargsian, Erevan    |                                              |
|                  |         |       | 36e Vrýzas | Spectateurs : 6 500 Arbitrage : René Temmink | Spectateurs : 6 500 Arbitrage : René Temmink |

| 6 septembre 2003 | Ukraine | 0 - 0 | Irlande du Nord | Stade Chakhtar, Donetsk                         |
|                  |         |       |                 | Spectateurs : 25 700 Arbitrage : Wolfgang Stark |

| 10 septembre 2003 | Irlande du Nord | 0 - 1 | Arménie      | Windsor Park, Belfast                         |                                               |
|                   |                 |       | 27e Karamian | Spectateurs : 8 616 Arbitrage : Anton Stredak | Spectateurs : 8 616 Arbitrage : Anton Stredak |

| 10 septembre 2003 | Espagne      | 2 - 1 | Ukraine         | Stade Martínez Valero, Elche                 |                                              |
|                   | Raúl 59e 71e |       | 84e Chevtchenko | Spectateurs : 33 847 Arbitrage : Terje Hauge | Spectateurs : 33 847 Arbitrage : Terje Hauge |

| 11 octobre 2003 | Arménie | 0 - 4 | Espagne                               | Stade Républicain Vazgen-Sargsian, Erevan  |                                            |
|                 |         |       | 7e Valerón · 76e Raúl · 87e 90e Reyes | Spectateurs : 15 000 Arbitrage : Urs Meier | Spectateurs : 15 000 Arbitrage : Urs Meier |

| 11 octobre 2003 | Grèce               | 1 - 0 | Irlande du Nord | Stade Apóstolos Nikolaïdis, Athènes              |                                                  |
|                 | Tsiártas 69e (pen.) |       |                 | Spectateurs : 14 585 Arbitrage : Lucílio Batista | Spectateurs : 14 585 Arbitrage : Lucílio Batista |